# Mexer
Edson André Sitoe (Maputo, 8 de septiembre de 1988), más conocido como Mexer, es un futbolista mozambiqueño que juega de defensa en el Ankara Keçiörengücü de la TFF Primera División.

## Selección nacional
Mexer es internacional con la selección de fútbol de Mozambique desde 2007, y participó con Mozambique en la Copa Africana de Naciones 2010.
Su primer gol con la selección lo marcó en un amistoso frente a la selección de fútbol de Sudán del Sur el 18 de mayo de 2014.

## Clubes
| Club                       | País       | Año       |
| -------------------------- | ---------- | --------- |
| Desportivo Maputo          | Mozambique | 2006-2010 |
| Sporting de Lisboa         | Portugal   | 2010-2012 |
| S. C. Olhanense (cedido)   | Portugal   | 2010-2012 |
| C. D. Nacional             | Portugal   | 2012-2014 |
| Stade Rennes F. C.         | Francia    | 2014-2019 |
| F. C. Girondins de Burdeos | Francia    | 2019-2022 |
| G. D. Estoril Praia        | Portugal   | 2022-2023 |
| Bandırmaspor               | Turquía    | 2023-2025 |
| Ankara Keçiörengücü        | Turquía    | 2025-     |

## Palmarés

### Títulos nacionales
| Título          | Club                | País    | Año  |
| --------------- | ------------------- | ------- | ---- |
| Copa de Francia | Stade Rennais F. C. | Francia | 2019 |